# Lakeland (Wisconsin)
Lakeland es un pueblo ubicado en el condado de Barron en el estado estadounidense de Wisconsin. En el Censo de 2010 tenía una población de 975 habitantes y una densidad poblacional de 10,67 personas por km².

## Geografía
Lakeland se encuentra ubicado en las coordenadas 45°34′51″N 91°58′7″O / 45.58083, -91.96861. Según la Oficina del Censo de los Estados Unidos, Lakeland tiene una superficie total de 91.42 km², de la cual 85.49 km² corresponden a tierra firme y (6.48%) 5.93 km² es agua.

## Demografía
Según el censo de 2010, había 975 personas residiendo en Lakeland. La densidad de población era de 10,67 hab./km². De los 975 habitantes, Lakeland estaba compuesto por el 97.64% blancos, el 0% eran afroamericanos, el 0.31% eran amerindios, el 0.1% eran asiáticos, el 0% eran isleños del Pacífico, el 1.03% eran de otras razas y el 0.92% pertenecían a dos o más razas. Del total de la población el 1.95% eran hispanos o latinos de cualquier raza.